# Mubabinge Bilolo
Mubabinge Bilolo wa Kaluka (* 15. Januar 1953) ist ein afrikanischer bzw. kongolesischer (Demokratische Republik Kongo) Philosoph und Ägyptologe.
Bilolo studierte Philosophie, Afrikanische Religionen, Soziologie und Theologie an der Theologischen Fakultät der Universität Kinshasa und schloss 1978 mit dem Master-Grad in Afrikanischer Religion und Philosophie, Nebenfächer Soziologie und Anthropologie ab. Anschließend studierte er Philosophie, Sozialwissenschaften und Theologie an der Hochschule für Philosophie München / Philosophischen Fakultät SJ München und Ägyptologie, Völkerkunde/Afrikanistik und Religionswissenschaft an der Universität München, wo er 1985 mit einer Dissertation zum Thema „Les Cosmo-Théologies Philosophiques de l'Egypte Antique. Problématique, Prémisses herméneutiques et Problèmes majeurs“ promovierte. Ein Post-Doc-Studium von 1985 bis 1989 in Politik- und Wirtschaftswissenschaft an der Universität München schloss sich an. Das Verfahren zur Erlangung der Venia legendi an der Universität von Zürich mit einer Arbeit über „L'Un (Wa) devient-il 'Multiple' (Hh)? Approche pragmatique des formules relatives à 'L'Un comme Multiple' ou à 'l'Auto-différenciation' de l'Un dans les Hymnes Thébains du Nouvel-Empire“ (Zürich 1992) wurde im Jahr 1997 wegen Religions- und Kulturzugehörigkeit abgebrochen. Der Habilitand war stark afrikanisch und römisch-katholisch geprägt, was mit einer Venia legendi für Religionswissenschaft in einer protestantisch geprägten Fakultät nicht in Einklang zu bringen war.
Mubabinge Bilolo ist seit 1991 Leiter des Ägyptologischen Forschungszentrums innerhalb des Afrikanischen Instituts für Zukunftsforschung - [Institut Africain d'Études Prospectives], eine Institution der Afrikanischen Union unter der Leitung von dem „Ministère de l'Enseignement Supérieur et de la Recherche Scientifique de la République Démocratique du Congo“.
Themenfelder seiner wissenschaftlichen Arbeiten sind Ägyptologie, Geschichte der afrikanischen Philosophie, Afrikanische Religion, Geschichtsphilosophie und Geschichte der Geschichtsphilosophie.
2013 bekam er in Paris den Internationalen Preis für Afrikanische Ägyptologie und wurde Ende 2013 in Belgien, anlässlich seines 60-jährigen Jübiläums in den Kreis der negro-afrikanischen Gelehrten nach (Cheikh Anta Diop, Ki-Zerbo, Obenga und Bimwenyi Kweshi) aufgenommen.

## Publikationen
Mehr als 70 Veröffentlichungen, hier eine Auswahl der wichtigsten Bücher:
- Les cosmo-théologies philosophiques de l’Égypte Antique. Problématique, prémisses herméneutiques et problèmes majeurs (AAT-APA., Sect. I, vol. 1). Kinshasa/München 1986. nouvelle rééd., München/Paris, 2004.
- Les cosmo-théologies philosophiques d'Héliopolis et d'Hermopolis. Essai de thématisation et de systématisation. Kinshasa/München 1987. (neue Aufl., München/Paris 2004, ISBN 2-911372-32-8)
- Le Créateur et la Création dans la pensée memphite et amarnienne. Approche synoptique du Document Philosophique de Memphis et du Grand Hymne Théologique d'Echnaton, (AATAPA., Sect. I, vol. 3), Kinshasa-München 1988; neue Aufl.., München/Paris 2004.  Menaibuc 2004, ISBN 2-911372-34-4.
- Conception Bantu de l’Autorité. Suivie de Baluba : Bumfumu ne Bulongolodi (gemeinsam mit Mgr. E. Kabongo). München/Kinshasa 1994.
- Métaphysique Pharaonique IIIème millénaire av. J.-C. (AAT & Diop CES-INADEP, Sect. I, vol. 4). Kinshasa-München 1995; neue Aufl. München/Paris 2003.
- Philosophie de la création et ses implications écologiques en Egypte du IIIe millénaire av. J.-C. (AAT & Diop CES-INADEP, Sect. I, vol. 6). München/Paris 2005.
- Méta-Ontologie Égyptienne du -IIIè millénaire. Madwa Meta-Untu: Tum-Nunu ou Sha-Ntu (AAT & Diop CES-INADEP, Sect. I, vol. 10). Kinshasa / München / Paris 2008, ISBN 978-3-931169-01-5.
- Percées de l’Éthique Écologique en Égypte du -IIIe millénaire, (AAT & INADEP., Sect. I, vol. 8). Kinshasa / München / Paris 2007, ISBN 978-3-931169-03-9.
- Fondements Thébains de la Philosophie de Plotin l'Égyptien (AAT & INADEP, Sect. I, vol. 9). Kinshasa / München / Paris 2007, ISBN 978-3-931169-00-8.
- Tuleshi Kapya ne Dyanga mu CiKam. Mishi ya CiKam mu Cyena Ntu (AAT & Diop CES-INADEP, Sect. I, vol. 11). Kinshasa / München / Paris 2008.
- Invisibilité et Immanence du Créateur Imn (Amon-Amun-Amen-Iman-Zimin). Exemple de la Vitalité de l'Ancien Égyptien ou CiKam dans le Cyena Ntu (AAT & INADEP., Sect. I, vol. 12). Kinshasa / München / Paris 2010, ISBN 978-3-931169-14-5.
- Vers Un Dictionnaire Cikam-Copte-Luba: Bantuïté du vocabulaire égyptien-copte dans les essais de Homburger et d'Obenga (AAT & INADEP., Sect. I, vol. 13), Kinshasa / München / Paris, 2011, ISBN 978-3-931169-20-6.
- Du nom Imn à Bi-Mweni. Exemple de la vitalité de ciKam et de ‘Saintes doctrines philosophiques’ pharaoniques dans le Cyena-Ntu. In : KALAMBA NSAMPO & BILOLO MUBABINGE (Hrsg.): Renaissance of the Negro-African Theology. Essays in Honor of Prof. Bimwenyi-Kweshi – Renaissance de la Théologie Négro-Africaine. Essais en l’honneur du Prof. Bimwenyi-Kweshi (AAT-APA., Sect. XII, 1). München / Freising / Kinshasa 2009, S. 109–161.
- Les Coptes : 2000 ans du christianisme africain. In: KALAMBA NSAMPO & BILOLO MUBABINGE (éds.), Héritage du Discours Théologique Négro-Africain. Mélanges en l’honneur du prof. Dr. Bimwenyi-Kweshi (AAT-APA., Sect. XII, 2). München / Freising / Kinshasa 2011, S. 85–108.